# Adisura atkinsoni
Adisura atkinsoni là một loài bướm đêm trong họ Noctuidae.